# Canche cespiteuse
Deschampsia cespitosa
Espèce
La Canche cespiteuse (Deschampsia cespitosa ou Deschampsia caespitosa) est une plante herbacée de la famille des Poaceae.

## Habitat
Elle est présente dans les lieux humides incultes dans presque toute la France.

## Répartition
La Canche cespiteuse est présente en Eurasie, en Amérique du Nord sauf dans les États américains du sud-est (du Texas au Nebraska jusqu’en Floride) et dans certaines parties d’Amérique du Sud.

## Description
L’herbe forme une touffe compacte de coloration verte. On dit ainsi qu’elle est cespiteuse.

## Toxicorésistance,écotoxicologie
On a montré au début des années 1990 que c'est une des plantes qui peut montrer des capacités de résistance à l'arsenic utilisé par de nombreuses marques commerciales de désherbants notamment pour les parcours de golfs. 
En concentrant ce poison sans en mourir, une plante qui a accumulé de l'arsenic peut aussi contribuer à contaminer l'environnement (ou être utilisée lors d'opération de phytoremédiation).